# Стефан Лазаревич
Стефан Лазаревич (на сръбски: Стефан Лазаревић) е княз на Моравска Сърбия през 1389 – 1402 година и деспот на Сръбското деспотство през 1402 – 1427 г.

## Произход
Син е на княз Лазар Хребелянович (* 1329, † 15 юни 1389) и съпругата му Милица Хребелянович († 11 ноември 1405).  

## Биография
Стефан Лазаревич е роден през 1377 г. в Крушевац. Наследява баща си след неговата смърт в Косовската битка през 1389 г. и е принуден да се признае за васал на новия османски владетел Баязид I. Като гаранция за мир Стефан Лазаревич дава сестра си Оливера в харема на султана, където тя прекарва общо дванадесет години.  
Като васал на Баязид I Стефан Лазаревич участва с войските си в битката при Ровине, битката при Никопол, за чието спечелване изиграва решителна роля, и битката при Анкара, където войниците му спасяват османските престолонаследници от монголите, а така и Османската държава от унищожение.
През 1402 г. след разгрома на Баязид при Анкара, на път за Сърбия, Лазаревич минава през Лесбос и  Константинопол, където получава титлата „деспот“ от император Йоан VII Палеолог и уговаря бъдещия си брак с Елена Гатилузио, дъщеря на Франческо II Гатилузио.    
В края на 1403 г. или началото на 1404 г. Стефан влиза във васални отношения с унгарския император Сигизмунд, от когато получава областта Мачва и Белград (където премества столицата) и други владения. По време на обновяването от Сигизмунд на Ордена на Дракона през 1408 г. Стефан Лазаревич става негов рицар.  
През 1421 г. Лазаревич се отзовава на молбата на Балша III, владетел на княжество Зета и започва война с Венеция с помощта на Гьон Кастриоти и други албански феодали. Войната продължава с променлив успех, като е прекъсвана от примирия. В края на есента на 1421 г. Сигизмунд иска от Стефан Лазаревич да изпрати войски, които да се бият срещу хуситските християнски реформатори по време на т.нар. „Хуситски войни“ в Чехия. Сръбската кавалерия, като част от силите под командването на Филипо Сколари, участва в потушаването на въстанието на хусистите през декември и януари. В началото на 1423 г. Стефан Лазаревич е част от делегацията на Сигизмунд на преговорите в Кецмарк, където унгарският крал се опитва да разубеди полския крал Владислав II Ягело и литовския принц Витолд от намеса в битките, обхванали Бохемия, след бунта на хуситите.  
През лятото на 1424 г. Стефан присъства и на посещението на византийския император Йоан VIII Палеолог в Буда, който търси съюзници за борба срещу османците.  
Лазаревич умира на 19 юли 1427 г. при Църквине и е наследен от своя племенник Георги Бранкович. Погребан е в манастира „Копорин“ в Сърбия.

## Брак и потомство
Женен е за Елена Гатилузио, дъщеря на Франческо II Гатилузио, господар на о-в Лесбос, от която няма деца.